# BSA Empire Star-serie
De BSA Empire Star-serie was een serie 500cc-motorfietsen die het Britse merk BSA uit Birmingham produceerde van 1936 tot 1938.

## Voorgeschiedenis
Al in 1930 leverde BSA voor klanten die extra wilden betalen bestaande 350- en 500cc-modellen met speciaal opgevoerde motorblokken. Ze kregen dan een hoge compressie-zuiger, speciale nokkenassen, een racebougie, sterkere klepveren en een race-magneet voor de ontsteking. Dit waren de "Red Star"-blokken, herkenbaar aan een klein rood sterretje op het distributiecarter. Deze speciale blokken bleven in productie en ze werden zelfs in 1933, toen de Blue Star-serie al bestond, nog geleverd. 

### Blue Star-serie
De BSA Blue Star-serie werd in 1932 geïntroduceerd met de 350cc-BSA L32-5 Blue Star en de 500cc-BSA W32-7 Blue Star. Behalve de bovenstaande items kregen de machines ook nog een Amal-carburateur met acceleratiepomp. Het waren de absolute topmodellen in hun klassen. In 1933 en 1934 werden ook de 250cc-Blue Star Juniors geproduceerd. De zwaardere modellen bleven tot 1936 in productie, maar de 250cc-modellen verdwenen na 1934.

### Val Page
Val Page bracht in 1937 veel wijzigingen aan in het modellenaanbod. Hij tekende vrijwel alle motoren opnieuw en hij veranderde ook te type-aanduidingen. Alle 250- en 350cc-modellen kregen de aanduiding "B". De 250cc-modellen hoorden al sinds 1923 tot de 250cc-B-serie, maar de 350cc-modellen kwamen nu in de 350cc-B-serie. De 600cc-modellen hoorden al sinds 1933 tot de 600cc-M-serie, maar de 500cc-modellen kwamen nu in de 500cc-M-serie. Hij schafte alle blokken met de olie in het carter af, verplaatste de magdyno's naar achteren en gaf de motoren een veel strakker uiterlijk.

## Empire Star-serie
De Empire Star-serie was eigenlijk geen nieuwe serie. De naam ontstond toen de Blue Star-serie in 1936 werd omgedoopt ter gelegenheid van het zilveren jubileum van koning George V. Omdat er geen 250cc-Blue Stars meer waren kwamen in eerste instantie alleen 350- en 500cc-Empire Stars. De Empire Star-serie werd in 1936 gepresenteerd met een betrouwbaarheidsproef van een 500cc-model dat 800 kilometer lang over het circuit van Brooklands werd gejaagd met snelheden van meer dan 110 km/uur. Daarna werd een afstand van 1.000 mijl afgelegd door het Verenigd Koninkrijk. De hele afstand werd afgelegd zonder dat er onderdelen vervangen hoefden te worden.

### Empire Star-serie 250cc

#### B22 Empire Star
De 250cc-B22 Empire Star verscheen pas in 1937, een jaar na de zwaardere modellen. Dat was het gevolg van het feit dat de nieuwe hoofdconstructeur Valentine Page pas in 1936 van Triumph naar BSA kwam. In tegenstelling tot de andere modellen, die sterk gemodificeerd werden, hoefde Page aan de BSA B18 Light De Luxe uit 1936 niet veel te veranderen. De magdyno zat al sinds 1935 op de plek die de voorkeur van Page had, achter de cilinder. Page bracht een tunnel voor de stoterstangen aan en veranderde het distributiecarter. 

##### Uitrusting
De Empire Star kreeg een aluminium primaire kettingkast, een hoge compressie-zuiger, een geharde cilinderbus en als sportmodel vanzelfsprekend voetschakeling en vier versnellingen. Ze had een zwart frame, een verchroomde tank met groene zijkanten, verchroomde velgen en een laaggeplaatste fishtail pipe-uitlaat. Klanten konden ook een upswept pipe bestellen. Een kastje voor het boordgereedschap zat rechts aan de bovenkant van het achterspatbord.
| Het zilveren jubileum van koning George V was de aanleiding voor het uitbrengen van de BSA Empire Star. Hij genoot niet lang van de eer, want hij overleed op 20 januari 1936. |

##### Motor
De motor was een dwarsgeplaatste luchtgekoelde kopklepmotor met een boring van 63 mm, een slag van 80 mm en een cilinderinhoud van 249,4 cc. De stoterstangen zaten rechts van de cilinder in een tunnel en de kleppen waren ingesloten. De ontsteking werd verzorgd door een Lucas-magdyno en de brandstoftoevoer door een Amal-carburateur. De machine had een dry-sump-smeersysteem waarvan de oliepomp rechts in het distributiecarter zat en de olietank onder het zadel.

##### Transmissie
Links op de krukas zat een transmissiedemper om de aandrijfkettingen en de versnellingsbak te beschermen te klappen van de motor. Via een primaire ketting werd de meervoudige droge plaatkoppeling aangedreven en daarna de vierversnellingsbak (met kickstarter. De secundaire aandrijving geschiedde met een ketting in een open kettingschermpje. 

##### Rijwielgedeelte
De B22 Empire Star had een open brugframe waarvan het motorblok een dragend deel was. De voorvering werd verzorgd door een parallellogramvork uit eigen huis die werkte volgens het Girder-principe met een enkele centrale veer en een frictiedemper als schokdemper. Een tweede frictiedemper op het stuur fungeerde als stuurdemper. De achtervork was star en het comfort moest komen van de veren van het zweefzadel. Voor en achter zaten trommelremmen.

### Empire Star-serie 350cc

#### R5 Empire Star
De BSA R5 Empire Star uit 1936 hoorde nog bij de BSA R-serie, waarin ook de BSA R20 New Blue Star nog zat. Dat was voorheen het topmodel van de serie, maar de Empire Star, die in grotendeels gelijk was, was nog duurder en luxer. Beide machines hadden de Two Port-motor met een apart compartiment aan de voorkant van het carter voor 1,7 liter motorolie en de magdyno voor de cilinder, geharde cilinderbus, sterkere klepveren, racenokkenassen, een racebougie, een hoge-compressie-zuiger, een speciale Amal-carburateur met acceleratiepomp en swept back-uitlaten. 

##### Uitrusting
De BSA R5 Empire Star had een zwart frame, een verchroomde tank met groene flanken, een instrumentenpaneel op de tank, verchroomde velgen die in het midden groen waren gespoten, voetschakeling en een snel verwijderbaar achterwiel. Het driehoekige kastje met boordgereedschap zat hoog aan de rechterkant van het achterspatbord. 

##### Motor
De motor was een dwarsgeplaatste luchtgekoelde stoterstangen-kopklepmotor met twee uitlaatpoorten. De boring bedroeg 71 mm, de slag 88 mm en de cilinderinhoud 348,4 cc. De stoterstangen zaten in buisjes rechts van de cilinder, net als het distributiecarter waar de oliepomp en de magdyno werden aangedreven. De magdyno kwam van Lucas Industries en de carburateur van Amal, die beiden ook in Birmingham gevestigd waren. De machine had een dry-sump-smeersysteem met het oliereservoir aan de voorkant van het carter. De machine werd geleverd met een lage compressie-zuiger, maar de koper kreeg de hoge compressie-zuiger erbij geleverd. 

##### Transmissie
Links op de krukas zat een transmissiedemper om de aandrijfkettingen en de versnellingsbak te beschermen te klappen van de motor. Via een primaire ketting werd de meervoudige droge plaatkoppeling aangedreven en daarna de vierversnellingsbak (met kickstarter. De secundaire aandrijving geschiedde met een ketting in een open kettingschermpje. 

##### Rijwielgedeelte
De R5 had een dubbel wiegframe uit aan elkaar geschroefde rechte buizen. De voorvering kwam van een parallellogramvork uit eigen productie die werkte volgens het Girder-principe met een enkele centrale veer en een frictiedemper als schokdemper. Een tweede frictiedemper op het stuur fungeerde als stuurdemper. Achtervering was er niet, het comfort van de bestuurder kwam van de veren van het zweefzadel. Voor en achter zaten trommelremmen.

#### B24 Empire Star
Val Page vernieuwde met de B24 Empire Star uit 1937 de hele motorfiets. Hij verplaatste de magdyno naar de achterkant van de cilinder, verving het oliecompartiment in het carter door een olietank en verving het distributiecarter door zijn "vleugel"-ontwerp, dat tot in de jaren zestig zou blijven. Hij gaf de machine een semi-dubbel wiegframe met een enkele buis vanaf het balhoofd naar het blok waar het in tweeën gesplitst werd. Het basismodel kreeg een enkele uitlaatpoort en een laaggeplaatste fishtail pipe omdat de Two Port-cilinderkop niets extra's aan motorvermogen opleverde maar de twee uitlaten wel extra gewicht opleverden. Klanten konden op verzoek echter nog steeds de Two Port-cilinderkop met twee upswept pipes bestellen. De machine kreeg een verchroomde tank met groene flanken, verchroomde velgen die in het midden groen waren gespoten en een snel verwijderbaar achterwiel. Het instrumentenpaneel op de tank was verdwenen. De contact- en lichtschakelaars en de ampèremeter zaten in de koplamp. De B24 Empire Star bleef tot 1938 in productie.

### Empire Star-serie 500cc

#### Q8 Empire Star
De BSA Q8 Empire Star was het topmodel van BSA in 1936. Ze werd gepresenteerd als "The Masterpiece of the Industry". Het verchroomde deel van de tank was veel groter dan bij het basismodel Q7, het gereedschapskastje zat hoog aan het achterspatbord en het bagagerek was vervangen door een broodzadel, niet voor het meenemen van een duopassagier, maar om de "racehouding" aan te kunnen nemen. Ze had twee swept back-uitlaten. Ook de motor was aangepast. De Empire Star had een geharde cilinder, sportievere nokkenassen en een Amal-carburateur met acceleratiepomp. Ook had ze voetschakeling. Ze was uitgerust met de lage compressie-zuiger van de Q7, maar de klant kreeg er gratis een hoge compressie zuiger (zoals van de Q21 New Blue Star had) bij. Beide wielen waren snel uitneembaar. Voor het achterwiel was dat gebruikelijk, maar voor het voorwiel profiteerde men van de snel loskoppelbare voorwielremkabel die was ontwikkeld voor de militaire BSA J35-15 War Office.

##### Motor
De motor was een dwarsgeplaatste luchtgekoelde stoterstangen-kopklepmotor met twee uitlaatpoorten. De boring bedroeg 85 mm, de slag 88 mm en de cilinderinhoud 499,4 cc. De stoterstangen zaten in buisjes rechts van de cilinder, net als het distributiecarter waar de oliepomp en de magdyno werden aangedreven. De magdyno kwam van Lucas Industries en de carburateur van Amal, die beiden ook in Birmingham gevestigd waren. De machine had een dry-sump-smeersysteem met het oliereservoir aan de voorkant van het carter. De machine werd geleverd met een lage compressie-zuiger, maar de koper kreeg de hoge compressie-zuiger erbij geleverd. 

##### Transmissie
Links op de krukas zat een transmissiedemper om de aandrijfkettingen en de versnellingsbak te beschermen te klappen van de motor. Via een primaire ketting werd de meervoudige droge plaatkoppeling aangedreven en daarna de vierversnellingsbak (met kickstarter. De secundaire aandrijving geschiedde met een ketting in een open kettingschermpje. 

##### Rijwielgedeelte
De Q8 Empire Star had een dubbel wiegframe uit aan elkaar geschroefde rechte buizen. De voorvering kwam van een parallellogramvork uit eigen productie die werkte volgens het Girder-principe met een enkele centrale veer en een frictiedemper als schokdemper. Een tweede frictiedemper op het stuur fungeerde als stuurdemper. Achtervering was er niet, het comfort van de bestuurder kwam van de veren van het zweefzadel. Voor en achter zaten trommelremmen.

#### M23 Empire Star
Ook de Empire Star werd door Val Page helemaal herzien. De M23 Empire Star van 1937 was van zijn hand. Page verwierp de Two Port-motor, die geen motorvermogen opleverde maar die door zijn dubbele uitlaten wel gewicht toevoegde. Hij verkleinde het carter door de oliepan te vervangen door een olietank onder het zadel, dekte de stoterstangen af in een tunnel en verplaatste de magdyno naar de achterkant van de cilinder. Bovendien gaf hij de machine een semi-dubbel wiegframe. De machine had een laaggeplaatste fishtail pipe, maar die kon op verzoek vervangen worden door een upswept pipe. Klanten die dat wilden konden een Two Port-motor met twee upswept pipes bestellen. Hoe sterk de motor was is niet bekend, maar de standaard BSA M22 Sports leverde 22 pk, zodat de Empire Star met de als accessoire bijgeleverde hoge compressie-zuiger zeker sterker was. De M23 Empire Star bleef tot 1938 in productie en werd geadverteerd als "The Masterpiece of the Industry".

#### M23 Empire Star racer
In 1937 benaderde Bert Perrigo, hoofd van de sportafdeling van BSA, oud-coureur Wal Handley. Handley, viervoudig winnaar van de TT van Man en drievoudig Europees kampioen wegrace, was in 1936 gestopt met racen. Hij was net als Perrigo lid van de Midland Aero Club, een vereniging van luchtvaartenthousiasten en hobbypiloten. Perrigo haalde Handley over nog een keer aan de start te komen. 
In 1937 nam Wal Handley deel aan twee door de BMCRC georganiseerde races op het circuit van Brooklands. Hij gebruikte daarvoor een door Len Crisp (frame) en Jack Amott (motor) getunede M23 Empire Star met een standaard gietijzeren cilinder en cilinderkop, maar met een hoge compressie zuiger zodat de compressieverhouding op 13:1 kwam. De motor had speciale racenokkenassen, een racemagneet voor de ontsteking en liep op methanol. Het vermogen werd geschat op 34 pk. Handley won de eerste race met een gemiddelde van 102,27 mijl per uur en in de derde en laatste ronde reed hij 107,57 mph gemiddeld. Dit rondegemiddelde leverde BSA een "Gold Star" op, een prijs voor een rondegemiddelde van meer dan 100 mijl per uur. In de tweede race botste Handley op een tegenstander, waarbij de motorfiets onherstelbaar beschadigd werd. 
De gouden ster legde de basis voor de BSA M24 Gold Star, die in 1938 verscheen en op zijn beurt aan de basis zou staan voor de na-oorlogse BSA Gold Star-serie.

## Einde productie
Hoewel veel bronnen vermelden dat de productie van de Empire-star serie werd beëindigd door de Tweede Wereldoorlog, werd ze in 1939 gewoon vervangen. Logischer is het dat de naam "Empire Star" verouderd was. Ze verwees immers naar het 25-jarig jubileum in 1936 van de inmiddels overleden George V. In 1939 leverde BSA twintig modellen met zelfs de nieuwe 250cc-C-serie. De Empire Stars werden vervangen door de 350cc-B24 Silver Star en de 500cc-M23 Silver Star. 

## Technische gegevens
| Periode                | 1937-1938                           | 1936                                | 1937-1938                           | 1936                                | 1937-1938                           | 1937                                |
| Modelserie             | B-serie 250 cc                      | R-serie                             | B-serie 350 cc                      | Q-serie                             | M-serie 500 cc                      | M-serie 500 cc                      |
| Categorie              | Sport                               | Clubman                             | Sport                               | Sport                               | Sport                               | Wegracer                            |
| Motortype              | Stoterstangen kopklepmotor          | Stoterstangen kopklepmotor          | Stoterstangen kopklepmotor          | Stoterstangen kopklepmotor          | Stoterstangen kopklepmotor          | Stoterstangen kopklepmotor          |
| Bouwwijze              | Dwarsgeplaatste staande eencilinder | Dwarsgeplaatste staande eencilinder | Dwarsgeplaatste staande eencilinder | Dwarsgeplaatste staande eencilinder | Dwarsgeplaatste staande eencilinder | Dwarsgeplaatste staande eencilinder |
| Koeling                | Lucht                               | Lucht                               | Lucht                               | Lucht                               | Lucht                               | Lucht                               |
| Boring                 | 63 mm                               | 71 mm                               | 71 mm                               | 85 mm                               | 82 mm                               | 82 mm                               |
| Slag                   | 80 mm                               | 88 mm                               | 88 mm                               | 88 mm                               | 94 mm                               | 94 mm                               |
| Cilinderinhoud         | 249,4 cc                            | 348,4 cc                            | 348,4 cc                            | 499,4 cc                            | 496,4 cc                            | 496,4 cc                            |
| Carburateur(s)         | Amal                                | Amal                                | Amal                                | Amal                                | Amal 76                             | Amal 10TT                           |
| Smeersysteem           | Dry-sump                            | Dry-sump                            | Dry-sump                            | Dry-sump                            | Dry-sump                            | Dry-sump                            |
| Compressieverhouding   | Onbekend                            | Onbekend                            | Onbekend                            | 9,5:1                               | Onbekend                            | 13:1                                |
| Max. Vermogen          | Onbekend                            | 18 pk bij 5.400 tpm                 | Onbekend                            | Onbekend                            | >22 pk                              | ca. 34 pk                           |
| Primaire aandrijving   | Ketting                             | Ketting                             | Ketting                             | Ketting                             | Ketting                             | Ketting                             |
| Koppeling              | Meervoudige droge plaat             | Meervoudige droge plaat             | Meervoudige droge plaat             | Meervoudige droge plaat             | Meervoudige droge plaat             | Meervoudige droge plaat             |
| Versnellingen          | 4                                   | 4                                   | 4                                   | 4                                   | 4                                   | 4                                   |
| Secundaire aandrijving | Ketting                             | Ketting                             | Ketting                             | Ketting                             | Ketting                             | Ketting                             |
| Rijwielgedeelte        | Open brugframe                      | Dubbel wiegframe                    | Open brugframe                      | Dubbel wiegframe                    | Semi-dubbel wiegframe               | Semi-dubbel wiegframe               |
| Voorvork               | Girder-type BSA                     | Girder-type BSA                     | Girder-type BSA                     | Girder-type BSA                     | Girder-type BSA                     | Girder-type BSA                     |
| Achtervork             | Star                                | Star                                | Star                                | Star                                | Star                                | Star                                |
| Remmen                 | Trommelremmen                       | Trommelremmen                       | Trommelremmen                       | Trommelremmen                       | Trommelremmen                       | Trommelremmen                       |
| Tankinhoud             | Onbekend                            | 13 liter                            | Onbekend                            | 10,2 liter                          | 13,6 liter                          | 13,6 liter                          |
| Voorganger             | B18 Light De Luxe                   | R20 New Blue Star                   | R5                                  | W35-8 Blue Star                     | Q8                                  | Geen                                |
| Opvolger               | Geen                                | B24                                 | B24 Silver Star                     | M23                                 | M23 Silver Star                     | M24 Gold Star                       |